# Fluff Fest
Fluff Fest byl nezávislý hardcore punkový festival, který se konal každoročně v červenci v Rokycanech v Plzeňském kraji. Byl významnou událostí v rámci české DIY hudební scény a evropské punkové subkultury, propojenou s hnutími jako jsou práva zvířat, anarchismus, feminismus, antifašismus a straight edge. Představoval mezinárodní lineup kapel z rozmanitých punkových žánrů včetně hardcoru, crustu, ema a grindcoru, a navíc semináře a ziny. Veganské jídlo zajišťovala místní aktivistická organizace Svoboda zvířat.
Fluff vznikl z Y2K HC Festu, akce uspořádané v srpnu 2000 v Plzni Michalem Kočanem a Tomášem Kadlecem. Kočan a Kadlec festival přejmenovali pro rok 2001 a přestěhovali do areálu rokycanského letiště v roce 2006. Návštěvnost překročila 3000 do roku 2012, kdy také vznikl Psych Tent, pořádaný Jakubem Ďuraškem ze Stoned to Death Records. Tato vedlejší stage, dostupná zdarma před placeným vstupem na festival, přinesla do lineupu více experimentální rockové a elektronické hudby.  Poslední Fluff se konal roku 2023.